# Lista pieselor lui Tennessee Williams
Această pagină este o listă cronologică a pieselor scrise de autorul, dramaturgul, poetul, romancierul și scriitorul american Tennessee Williams. 
- 1936 - Candles to the Sun
- 1937 - Fugitive Kind
- 1937 - Spring Storm
- 1938 - Not about Nightingales

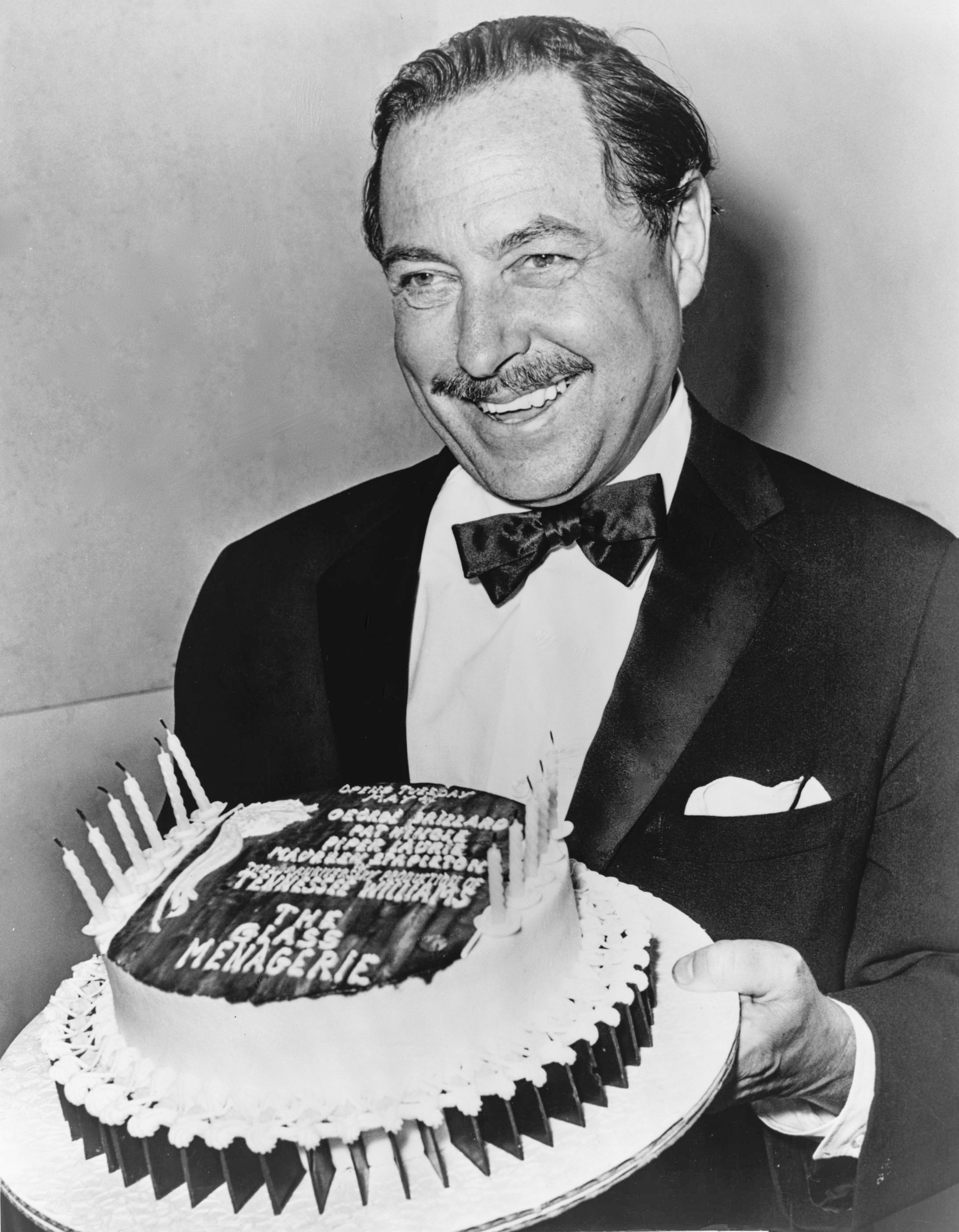
Tennessee Williams la sărbătorirea sa cu ocazia premierei piesei Menajeria de sticlă - The Glass Menagerie - în 1944.

- 1940 - Battle of Angels (rescrisă ulterior, în 1957, ca Orpheus Descending)
- 1944 - Menajeria de sticlă (The Glass Menagerie)
- 1945 - You Touched Me
- 1946 - Această proprietate este condamnată (This Property Is Condemned)
- 1947 - Stairs to the Roof
- 1947 - Un tramvai numit dorință (A Streetcar Named Desire)
- 1948 - Vară și fum (Summer and Smoke) (rescrisă în 1964 ca The Eccentricities of a Nightingale)
- 1951 - The Rose Tattoo
- 1953 - Camino Real
- 1955 - Pisica pe acoperișul fierbinte (Cat On a Hot Tin Roof)
- 1957 - Orpheus Descending (rescrierea piesei din 1940, Bătălia îngerilor, în original, Battle of Angels)
- 1958 - Suddenly, Last Summer
- 1959 - Sweet Bird of Youth
- 1960 - Period of Adjustment
- 1961 - Noaptea iguanei (The Night of the Iguana)
- 1963 - The Milk Train Doesn't Stop Here Anymore
- 1964 - The Eccentricities of a Nightingale (rescrierea piesei din 1948, Vară și fum, în original, Summer and Smoke)
- 1966 - The Slapstick Tragedy: The Gnadiges Fraulein and The Mutilated
- 1968 - The Seven Descents of Myrtle
- 1969 - In the Bar of a Tokyo Hotel
- 1969 - Will Mr. Merriweather Return from Memphis?
- 1972 - Small Craft Warnings
- 1973 - The Two-Character Play (cunoscută și ca Out Cry)
- 1975 - The Red Devil Battery Sign
- 1976 - This Is (An Entertainment)
- 1977 - Vieux Carré
- 1978 - Tiger Tail
- 1979 - A Lovely Sunday for Creve Coeur
- 1980 - Clothes for a Summer Hotel
- 1980 - The Notebook of Trigorin (o adaptare din 1980 a piesei de teatru Pescărușul a lui Anton Pavlovici Cehov)
- 1981 - Something Cloudy, Something Clear
- 1982 - A House Not Meant to Stand

## Vezi și
- Listă de piese de teatru americane